# 陶德·艾金
威廉·陶德·艾金（英語：William Todd Akin，1947年7月5日—2021年10月3日），美國政治人物，密蘇里州共和黨聯邦眾議員。

## 生平
艾金生於紐約市，在聖路易長大。

## 爭議
2012年，陶德·艾金提出“强奸不会怀孕”，那个时候他还是密苏里州的美国联邦参议院的候选人，結果共和党高层试图劝说他放弃竞选，但是阿金表示，他无意退出。